# Bố Khố Lý Ung Thuận
Bố Khố Lý Ung Thuận (tiếng Mãn: ᠪᡠᡴᡡᡵᡳ
ᠶᠣᠩᡧᠣᠨ, chuyển tả: Bukūri Yongšon, tiếng Trung: 布庫里雍順,s=布库里雍顺; bính âm: Bùkùlǐ Yōngshùn) là thuỷ tổ theo truyền thuyết của các vị hoàng đế nhà Thanh sau này.

## Huyền thoại
Bố Khố Lý Ung Thuận được Hoàng Thái Cực  tuyên bố là tổ tiên của gia tộc Ái Tân Giác La, hoàng tộc Trung Quốc thành lập ra nhà Thanh trong tương lai. Theo truyền thuyết, ba thiếu nữ trên thiên đường, cụ thể là Ân Cổ Luân (ᡝᠩᡤᡠᠯᡝᠨ,  恩古倫), Chính Cố Luân (ᠵᡝᠩᡤᡠᠯᡝᠨ, 正古倫) và Phất Khố Luân (ᡶᡝᡴᡠᠯᡝᠨ, 佛庫倫), đang tắm ở một hồ có tên là Bulhūri Omo (ᠪᡠᠯᡥᡡᡵᡳ
ᠣᠮᠣ ) gần dãy núi Trường Bạch . Một con chim ác là thả một miếng trái cây màu đỏ gần Phất Khố Luân, và bà đã ăn nó. Sau đó bà mang thai Bố Khố Lý Ung Thuận.  Vì vậy, ông còn được gọi là “Thiên Thông” (天童).

Câu chuyện trên lần đầu tiên xuất hiện trong biên bản ghi chép ngày 6 tháng 5 năm Thiên Tông thứ chín (1635) tại Cổ Mãn Châu Đáng (舊滿洲檔). Nguyên nhân của sự việc này là do Bá Kỳ Lan được lệnh dẫn quân đi thảo phạt vùng Hổ Nhĩ Cáp ở Hắc Long Giang. Sau khi chiếm được nơi này, Bá Kỳ Lan dẫn quân trở về với hơn 2.000 quân Hổ Nhĩ Cáp đầu hàng. Một trong số họ là người đàn ông tên Danh Khiếu Mục Khắc Hy Khắc, người đã kể truyền thuyết này tại một bữa tiệc ăn mừng và thu hút sự chú ý của mọi người. Câu chuyện này sau đó đã được ghi chép lại trong các sách chính thức như "Mãn Châu thực lục" (滿洲實錄), "Mãn Châu nguyên lưu khảo" (滿洲源流考) và nhiều bộ chính sử khác vào thời nhà Thanh. Ngoài việc lặp đi lặp lại chủ đề, một số nội dung đã được thêm vào khiến chủ đề trở nên phức tạp hơn. Tuy nhiên, mặc dù câu chuyện đã được kéo dài, nhưng nội dung cơ bản của nó vẫn không thay đổi và phần lớn vẫn bắt nguồn từ câu chuyện do Danh Khiếu Mục Khắc Hy Khắc kể lại. Tuy nhiên, một số học giả tin rằng cái gọi là truyền thuyết thực sự chứa đựng những ý nghĩa khác. Trong tiếng Mãn Châu, Ân Cổ Luân (enggulen), Chính Khố Luân (jenggulen) và Phất Khố Luân (fekulen) có lẽ bao gồm "enen (con cái)", "jeje (cha)", "fefe (cơ quan sinh sản phụ nữ)" và "gulung (nói chuyện)". Cái gọi là ba nàng tiên rất có thể ám chỉ đến "con trai", "cha" và "mẹ". Theo truyền thuyết gốc, ý nghĩa của câu này là "một gia đình ba người Hổ Nhĩ Cáp đang tắm ở Hồ Bulhūri. Người cha đã bỏ đi vì một lý do nào đó sau khi đưa con trai đi tắm ở hồ, để lại người mẹ sinh đứa con thứ hai, Bố Khố Lý Ung Thuận." Toàn bộ truyền thuyết là Danh Khắc Mục Khắc Hy Khắc bề ngoài ca ngợi bộ tộc Mãn Châu là hậu duệ của các nàng tiên, nhưng thực chất đó là một sự châm biếm về tổ tiên của bộ tộc Mãn Châu là Bố Khố Lý Ung Thuận, người có thấp kém như một đứa con ngoài giá thú.
Người ta cho rằng đây là phiên bản gốc và Hồng Thái Cực đã đổi thành núi Trường Bạch. Điều này cho thấy tộc Ái Tân Giác La có nguồn gốc từ khu vực sông Amur, gần tỉnh Hắc Long Giang cùng các bộ tộc Nữ Chân khác ở thung lũng Amur cũng có phiên bản truyền miệng của cùng một câu chuyện. Nó cũng phù hợp với lịch sử của người Nữ Chân vì một số tổ tiên của người Mãn Châu có nguồn gốc từ phía bắc trước thế kỷ 14-15 ở Amur và chỉ sau đó mới di chuyển về phía nam. 

## Hậu duệ
Một truyền thuyết khác là về hậu duệ của ông là Phạm Trà. Con cháu của Bố Khố Lý Ung Thuận không có khả năng cai trị đất nước, và sau nhiều thế hệ, cuối cùng họ đã dẫn đến một cuộc nổi loạn của đa số người dân, trong đó nhiều thành viên của gia tộc Ái Tân Giác La đã bị giết. Tuy nhiên, hậu duệ của ông là "Phạm Trà" đã được một con chim ác là cứu thoát và thoát khỏi thảm họa. Sau đó, người Mãn Châu trở nên hùng mạnh qua sự cai trị của nhiều thế hệ lãnh đạo, bao gồm Mạnh Đặc Mục, Sùng Sơn, Phúc Mãn, Giác Xương An.
Sau khi nhà Thanh được thành lập, ông được đặt miếu hiệu "Thuỷ tổ" (始祖) nhưng không đặt thuỵ hiệu. 